# 좋은 밤입니다
《좋은 밤입니다》는 대한민국의 MBC에 방송됐던 예능 텔레비전 프로그램이다.

## 방송 일정
- 1996년 10월 28일 ~ 1998년 4월 13일 : 매주 월요일 밤 11시 ~ 11시 50분

## 역대 진행자
- 임백천
- 이경규
- 이소라

## 에피소드 목록

### 1996년
- 10월 28일 : 채시라, 김건모
- 11월 4일 : 유인촌
- 12월 16일 : 안성기

### 1997년
- 1월 27일 : 이정재
- 2월 3일 : 신동엽
- 2월 10일 : 장동건, 김희선
- 2월 17일 : 이병헌, 신현준
- 2월 24일 : 이휘재
- 3월 17일 : 손창민
- 3월 31일 : 차인표 & 신애라
- 4월 7일 : 박철 & 옥소리
- 4월 28일 : 최수종 & 하희라
- 5월 12일 : 황신혜
- 5월 19일 : 97 미스코리아 선발대회 수상자
- 5월 26일 : 채시라, 신성우
- 6월 2일 : 김지현, 이은희
- 6월 9일 : 유진 박
- 6월 23일 : 이경영, 최진실
- 7월 7일 : `97 여름 유행 수영복
- 7월 14일 : 이창순, 황신혜, 이승연, 김승우
- 8월 11일 : 김혜수
- 8월 18일 : 이종환, 최유라

### 1998년
- 1월 5일 : 최진실, 이경규
- 1월 27일 : 이홍렬, 이경규, 이휘재, 김국진
- 3월 16일 : 이혜영, 홍경인
- 3월 23일 : 김정민, 이경실, 안문숙
- 3월 30일 : 김희선, 김호진
- 4월 13일 : 이문세, 이성미, 김장훈

## 역대 코너
- 초대석

## 참고 사항
- 1996년에 첫 방송했으며, 1997년 가을 개편을 맞아 프로그램의 포맷이 바꼈고, 1998년 봄 개편 때 IMF 금융 위기로 인해 프로그램을 폐지하였다.

## 같이 보기
- 토크쇼

| MBC TV 월요일 밤 11시대 프로그램 | MBC TV 월요일 밤 11시대 프로그램 | MBC TV 월요일 밤 11시대 프로그램 |
| 이전 작품                        | 작품명                           | 다음 작품                        |
| -------------------------------- | -------------------------------- | -------------------------------- |
| TV동창회                         | 좋은 밤입니다                    | 21세기 위원회                    |